# Museo de la fabricación de papel en Duszniki-Zdrój
El Museo de la Fabricación de Papel en Duszniki-Zdrój (pl .: Muzeum Papiernictwa) - un museo del Autogobierno del Voivodato de Baja Silesia ubicado en Duszniki-Zdrój en Polonia, fundado en 1968 en una antigua fábrica de papel del siglo XVII en el río Bystrzyca Dusznicka.
El museo muestra principalmente exposiciones sobre la historia del papel. Desde 2001, el museo ha sido organizador de "Święto Papieru" (La Fiesta del Papel), un festival que promueve el conocimiento y la importancia del papel, la impresión, la encuadernación y el arte contemporáneo.
La fábrica de papel es uno de los Monumentos Históricos nacionales oficiales de Polonia (Pomnik historii), designado el 12 de octubre de 2011 y supervisado por el Consejo del Patrimonio Nacional de Polonia.  

## Arquitectura
La fábrica de papel es uno de los monumentos industriales con mayor valor arquitectónico en Europa. Es característico por su tejado adornado con una voluta barroca en el oeste y por el pabellón de entrada original; además, dentro del edificio, se encuentran unas pinturas murales del siglo XVII. 
La tradición de la fabricación de papel en Duszniki se remonta al siglo XVI; el primer registro sobre la fábrica de papel proviene de 1562, y cuenta la venta de sus acciones en la sala de moldeo por Ambrosius Tepper a Nicolas Kretschmer. 
La fábrica de papel original fue destruida por una inundación en 1601. Fue reconstruida y la fabricación de papel se reanudó en 1605. 
El museo se abrió a los visitantes el 26 de julio de 1968, y tres años más tarde se lanzó a la venta la producción de papel a mano. La sala de moldeo pronto se convirtió en una atracción que atraía a decenas de miles de turistas cada año. 
La inundación de 1998 infligió un gran daño en la fábrica de papel. El agua dañó los cimientos de la sala de secado y depositó toneladas de barro y escombros dentro del edificio. El daño fue reparado gracias a la asistencia financiera del gobierno polaco. En 2007-2008 el museo se adaptó a las necesidades de los visitantes discapacitados.

## Exposición permanente

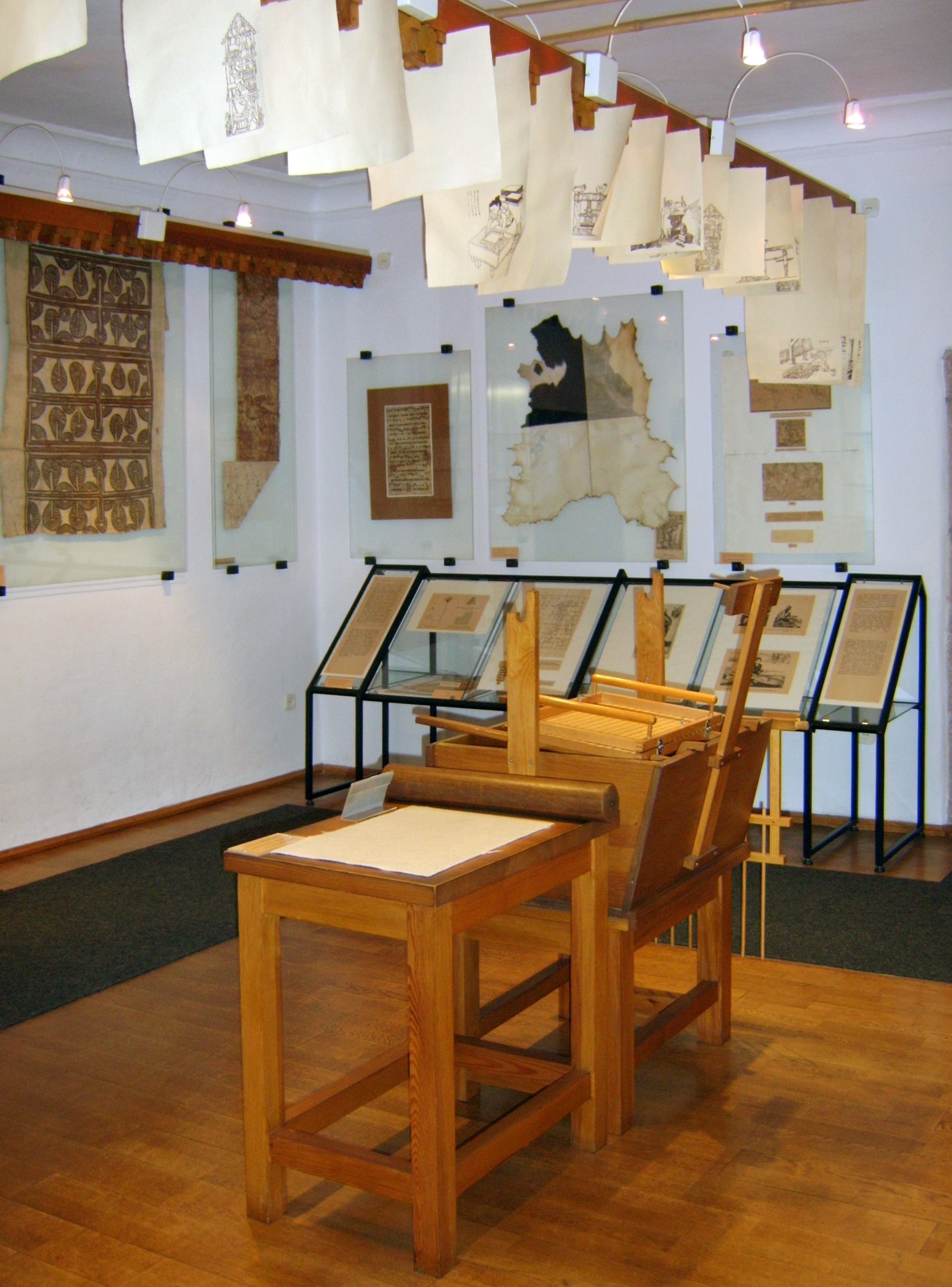

El museo es el único edificio conservado y en activo de este tipo en Polonia y uno de los pocos en Europa Central. Se puede ver en él:
- El edificio bellamente restaurado, con el techo de tejas de la fábrica de papel, un monumento de tecnología único,
- Producción en exposición de papel hecho a mano: pilas de tipo "hollander" para romper la celulosa, tinas de moldeo, marcos y prensas de moldeo, etc.
- Exposiciones sobre el desarrollo de la tecnología de fabricación de papel, incluidas hojas con filigranas y marcas de agua, marcos históricos de moldeo, modelos de máquinas de fabricación de papel y una de las mayores colecciones mundiales de aparatos históricos para medir las características del papel.
- Exposición sobre la historia de la pintura.
- Exhibición de máquinas originales de gran tamaño de fabricación de papel.
- El jardín con plantas fibrosas utilizadas en la producción de papel.

Uno puede hacer allí su propia hoja de papel:
- Las lecciones del museo están organizadas para grupos.
- Los visitantes individuales pueden participar en talleres de fabricación de papel.

La tienda del museo ofrece a la venta:
- Papel de acuarela, papel de dibujo, papel de imprenta y de papelería hasta tamaño A2,
- Papel artístico adornado con flores y armas del condado de Kladsko
- Tarjetas de visita, artículos de papelería y otros artículos de hasta tamaño A3, fabricados a mano e impresos en las instalaciones
- Álbumes únicos de poesía.
- Papel hecho a mano con una marca de agua específica de acuerdo con el diseño o la idea del cliente hecho a pedido

El museo también es un reconocido centro de investigación de la historia de la fabricación de papel.

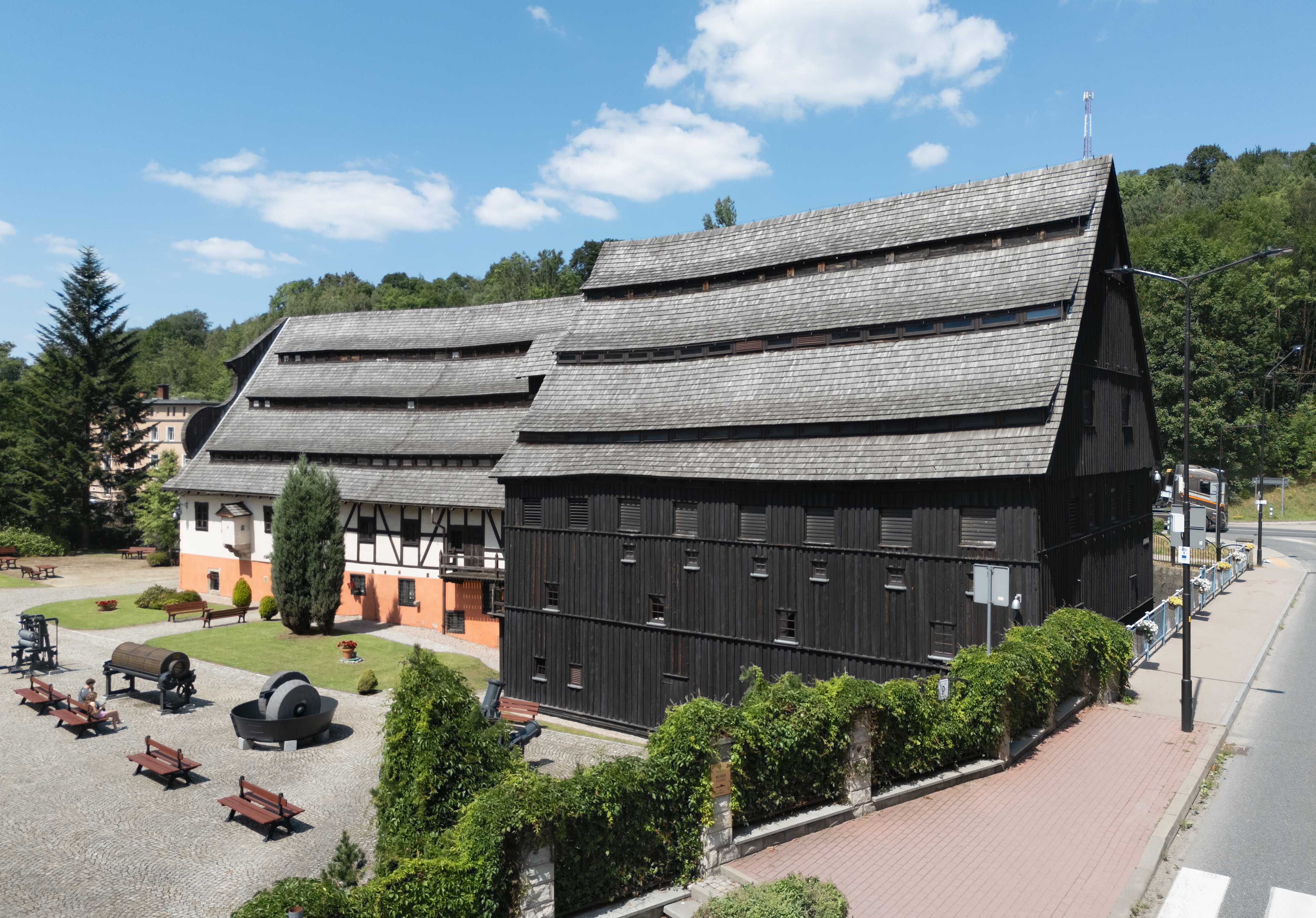
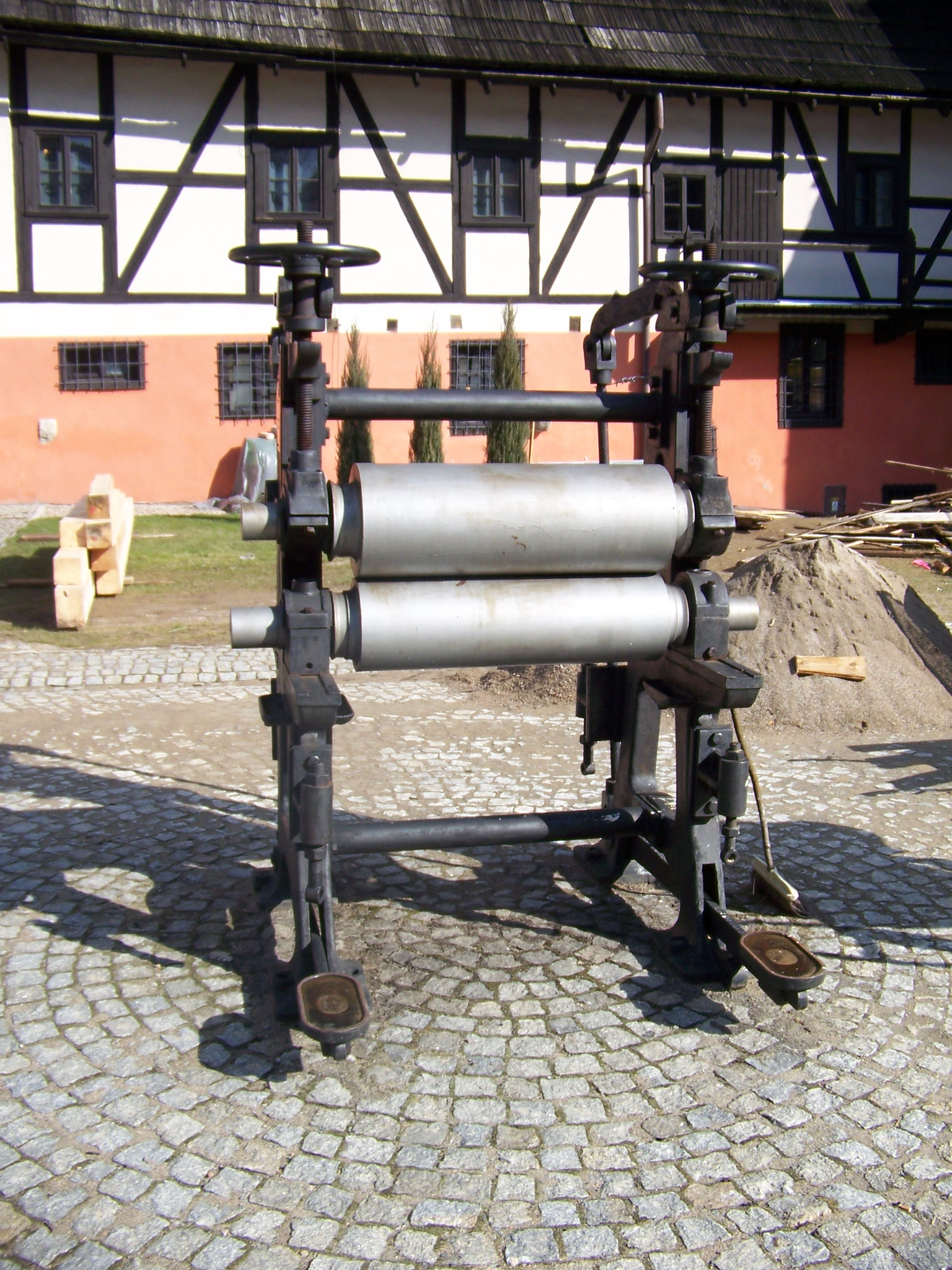
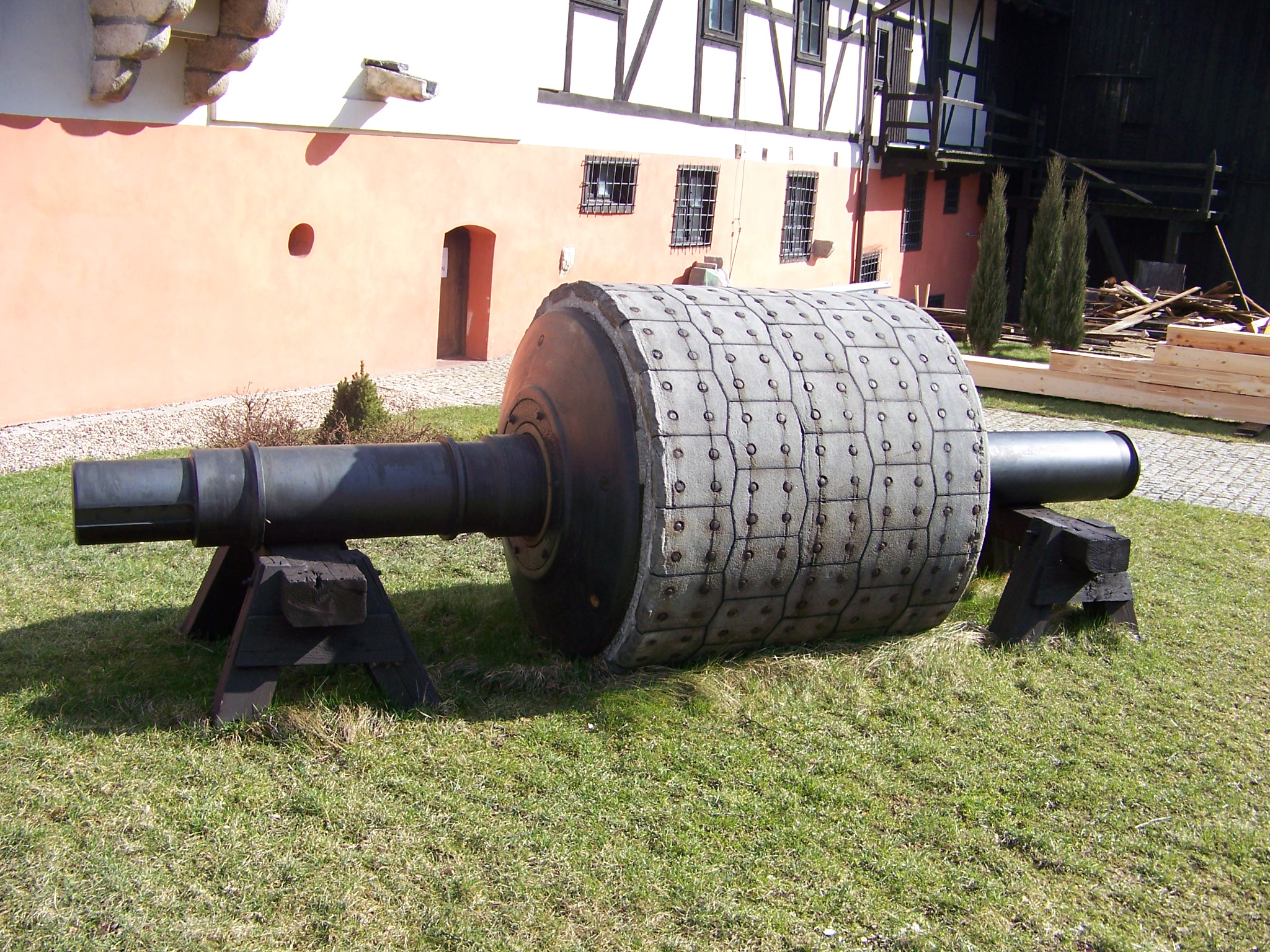
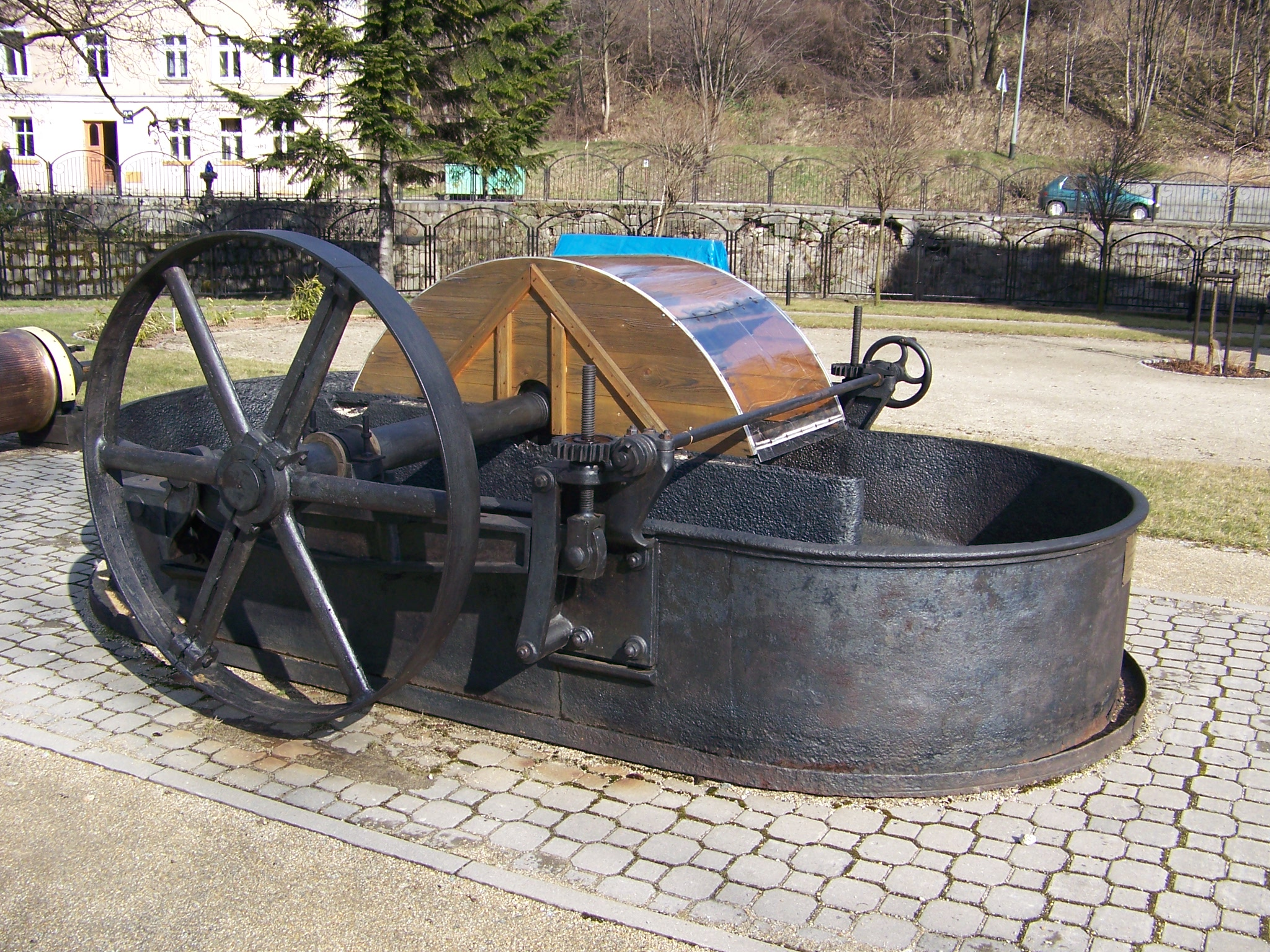
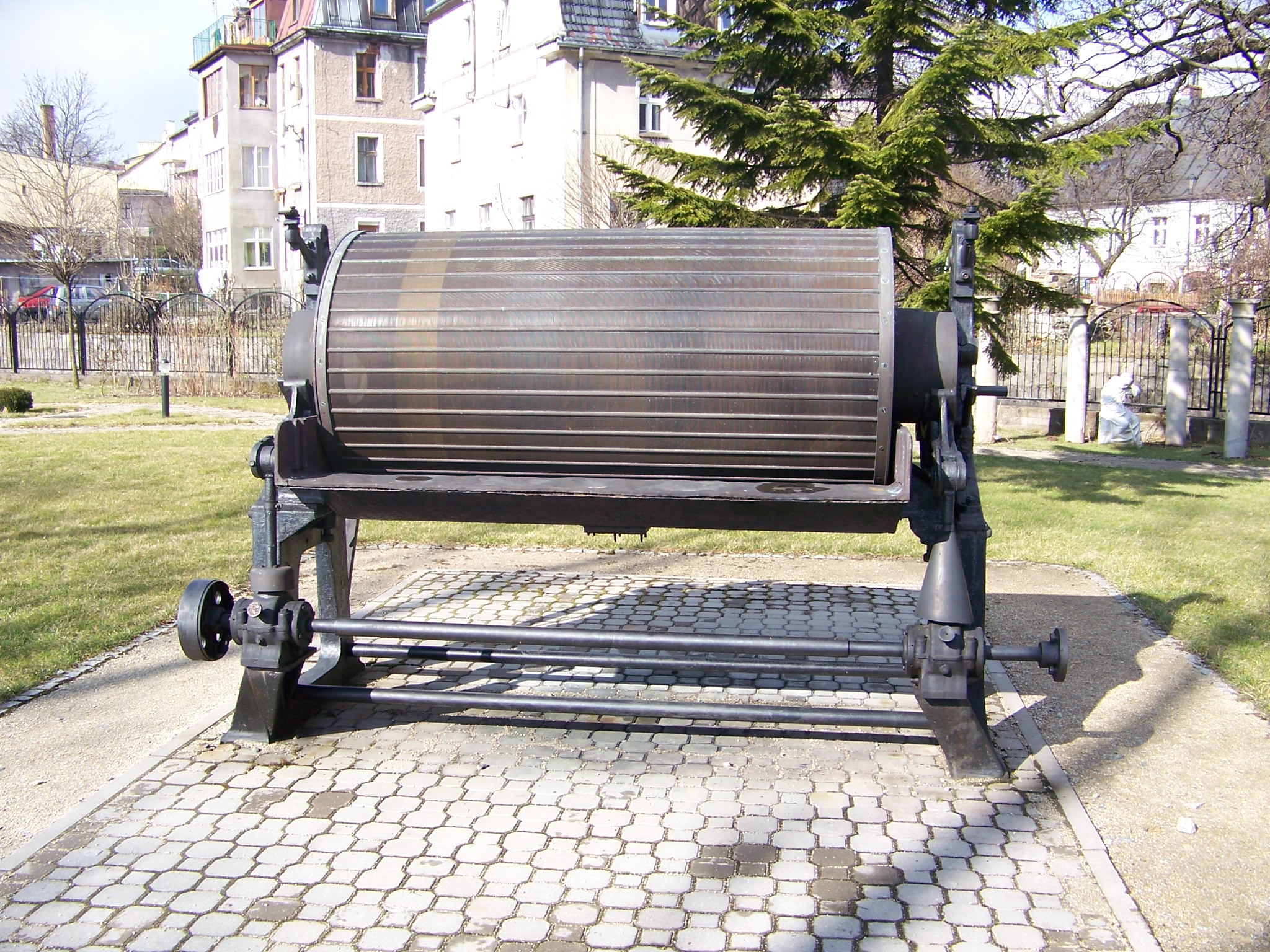